# Híbrido almizcleño

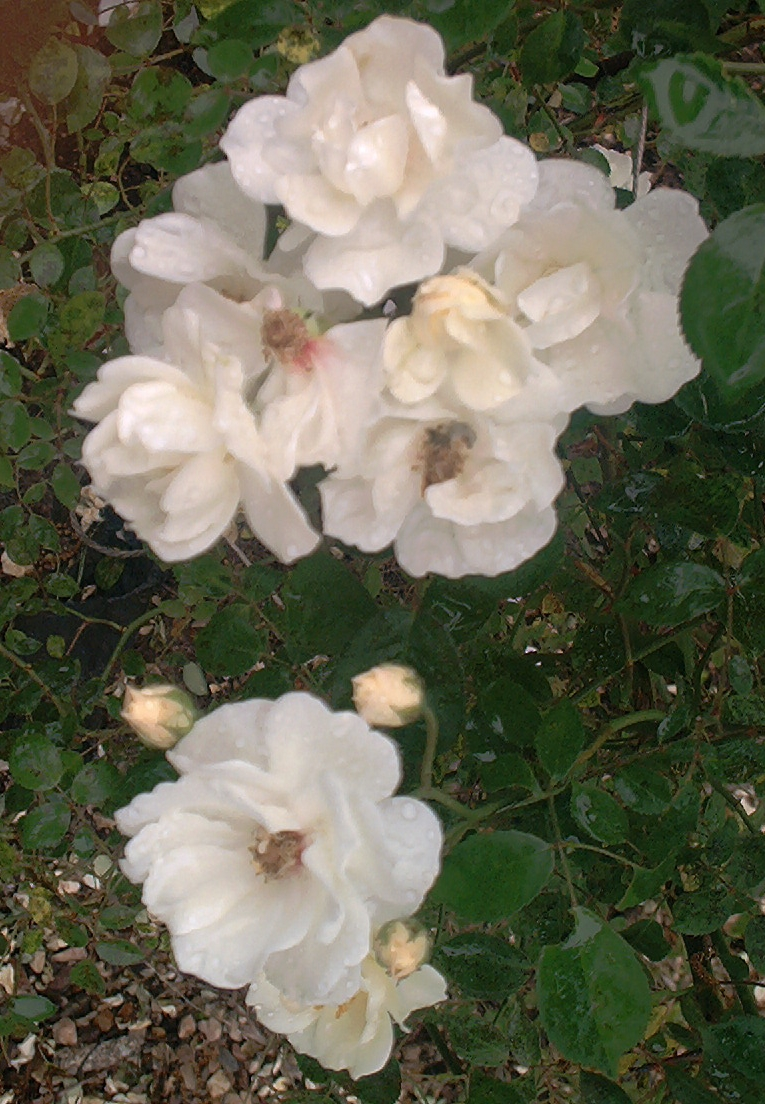
Rosa híbrido almizcleño 'Moonlight' (Pemberton 1913).

Híbrido almizcleño es un grupo de rosas antiguas de jardín. A pesar de que se presentaron demasiado tarde para calificarlas técnicamente como de rosas de jardín antiguas, los híbridos almizcleños son a menudo informalmente clasificados con ellos, ya que sus hábitos de crecimiento y el cuidado son mucho más próximos a las rosas de jardín antiguas que a las rosas modernas. El grupo híbrido almizcleño fue desarrollado principalmente por el Rev. Joseph Pemberton, un rosalista británico, en las primeras décadas del siglo XX, basado en 'Aglaia', un cruce de 1896 conseguido por Peter Lambert.
Un plantón del híbrido de rosa, 'Trier', se considera que es el fundamento de la clase. La genética de la clase no está muy clara, ya que algunos de los padres son desconocidos. Sin embargo Rosa multiflora, está reconocida ser uno de los ascendentes parentales, y Rosa moschata (la rosa mosqueta, ó rosa almizclera) también figura en su patrimonio genético, a pesar de que se considera que es menos importante de lo que el nombre podría sugerir. Los híbridos almizcleños son resistentes a las enfermedades, la repetición de la floración y en general, de flores en ramos, con un característico olor fuerte a "almizcle". Los tallos tienden a ser laxos y arqueados, con pocas espinas.
Su fama y demanda principal es por su floración prolífica: De la primavera al otoño, un arbusto híbrido almizcleño saludable queda literalmente cubierto de flores, creando un impacto fuerte de color en el paisaje.

## Historia
El punto de partida para la difusión de los híbridos almizcleños lo encontramos en la década de 1920, en Inglaterra, donde el reverendo Joseph Pemberton experimentó con el cruce de las ya nombradas clases de rosas, obteniendo por lo general, rosales vigorosos de pequeñas flores semidobles, agrupadas en ramilletes y con un perfume peculiar.

## Características
Los híbridos almizcleños tienen apariencias a los Rosales antiguos.
Son arbustos compactos, muy espesos, cargados de flores pequeñas. Ramilletes compuestos en general de 7 a 25 flores pequeñas, pentapétalas, simples o dobles.
Florecen en verano a otoño. Se plantan en grupos y para hacer borduras generalmente de una sola variedad por macizo, para obtener un efecto de masa de color. Buen uso en ramos.

## Selección de cultivares
Algunas de las variedades de híbrido almizcleño y obtenciones conseguidas por distintos obtentores.

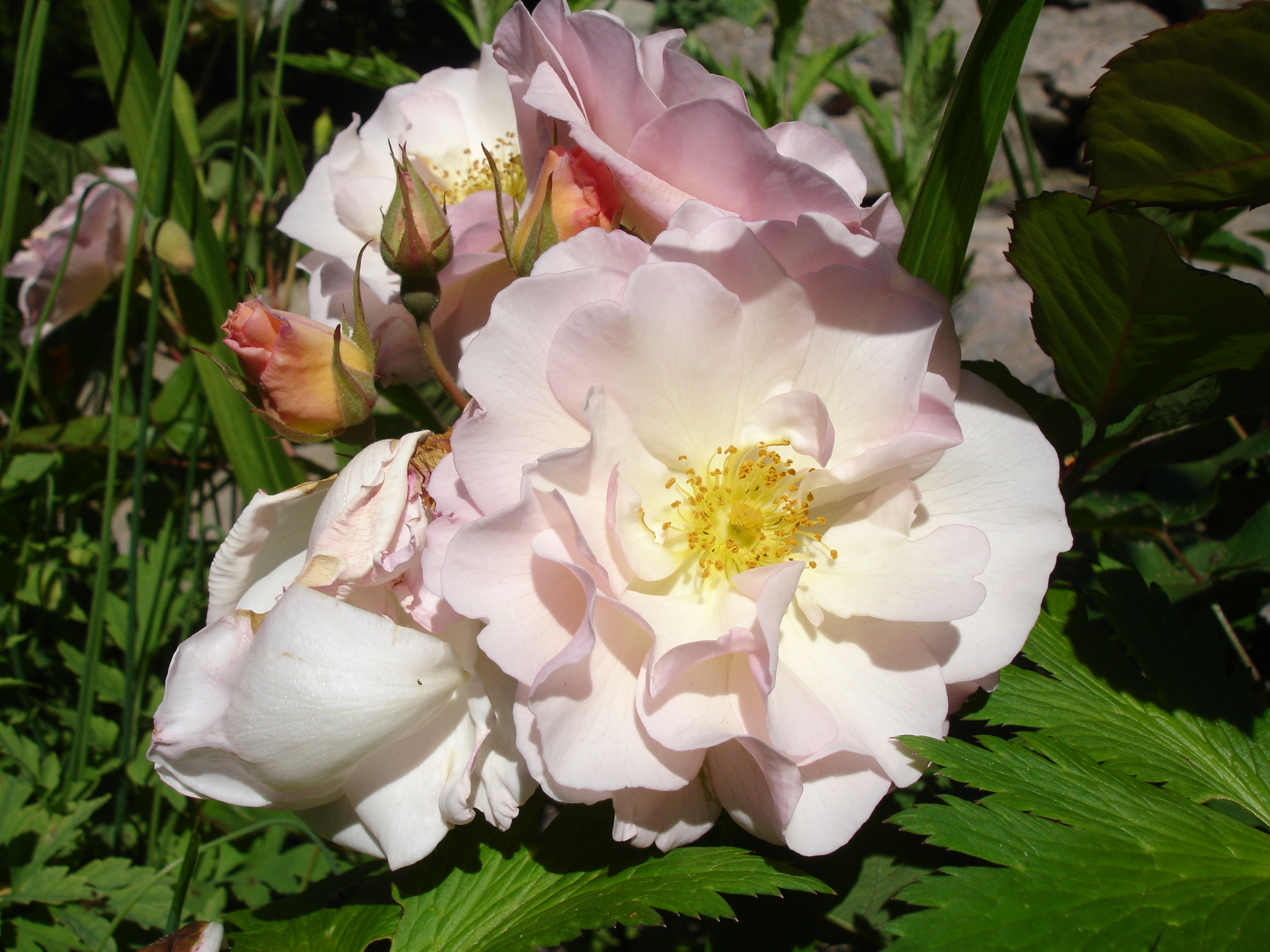
'Penelope', Pemberton 1924.
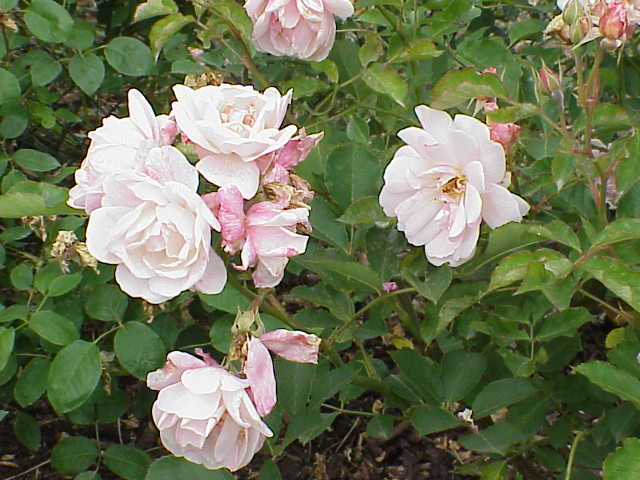
'Felicia', Pemberton  1928.
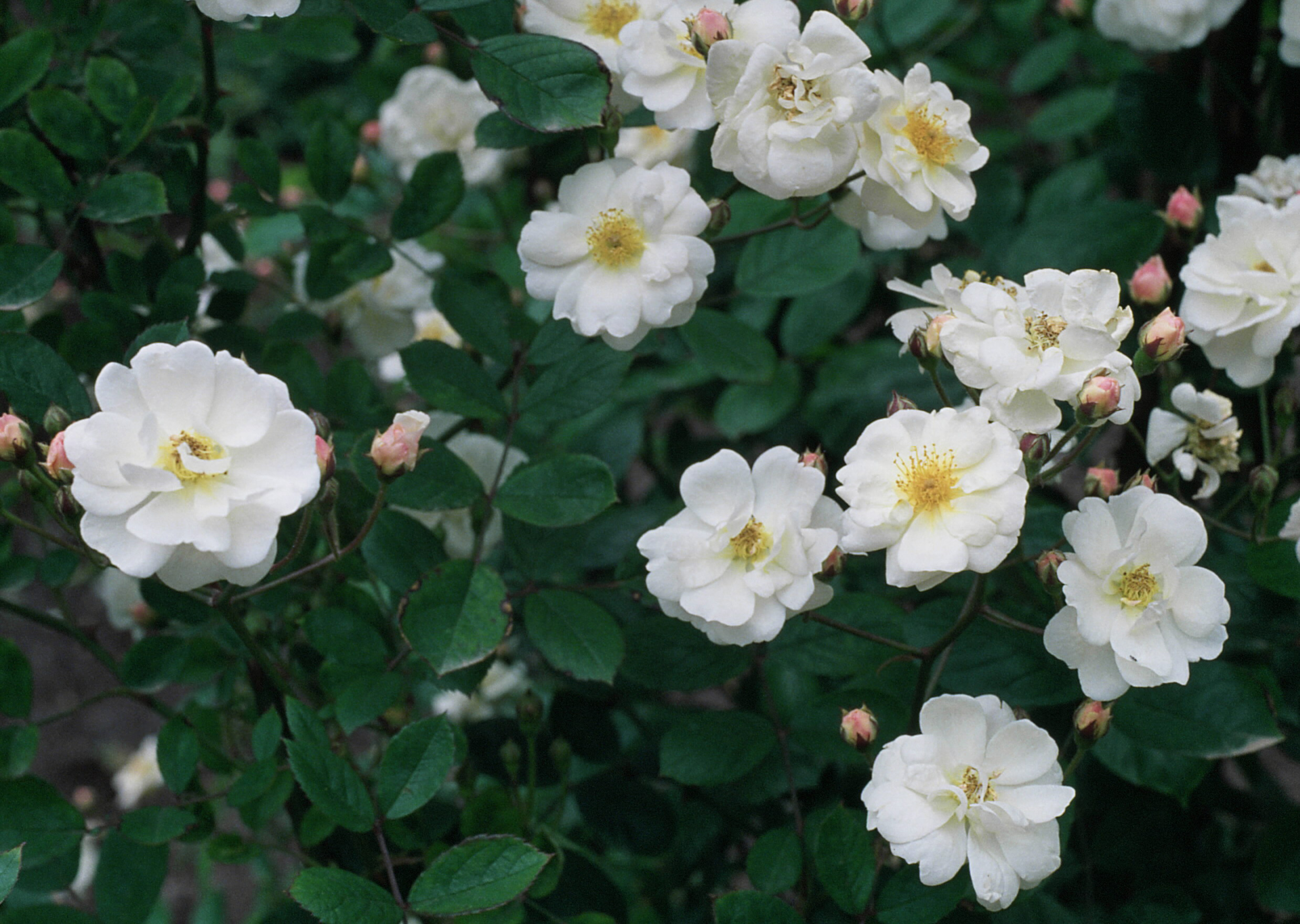
'Trier', Peter Lambert 1904.
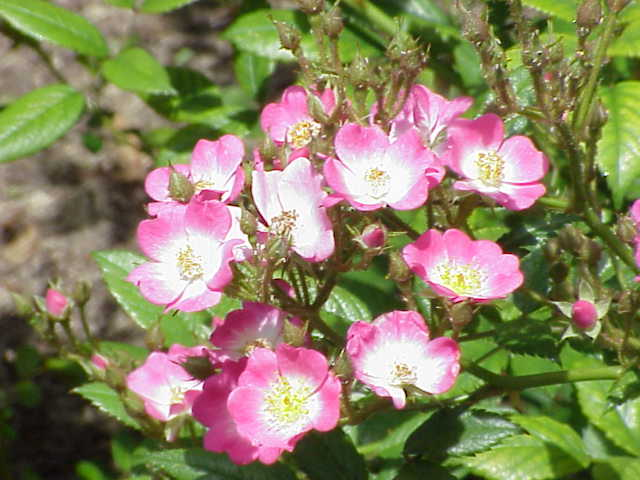
'Ballerina', Bentall 1937.
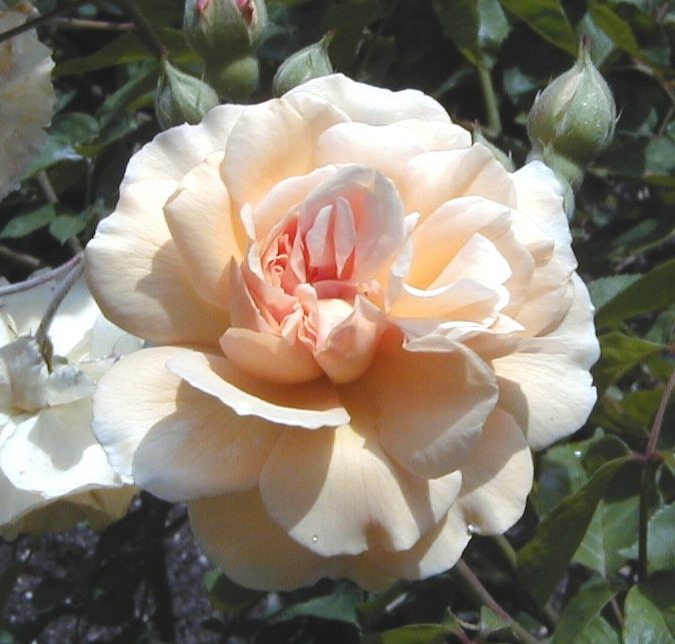
'Buff Beauty', Bentall 1939.
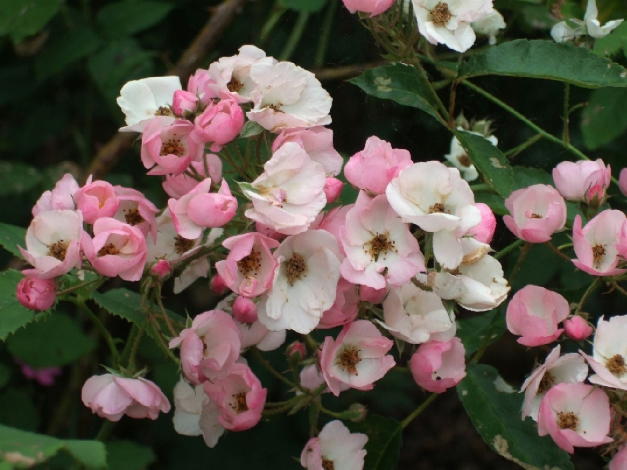
'Menja', Valdemar Petersen 1960.
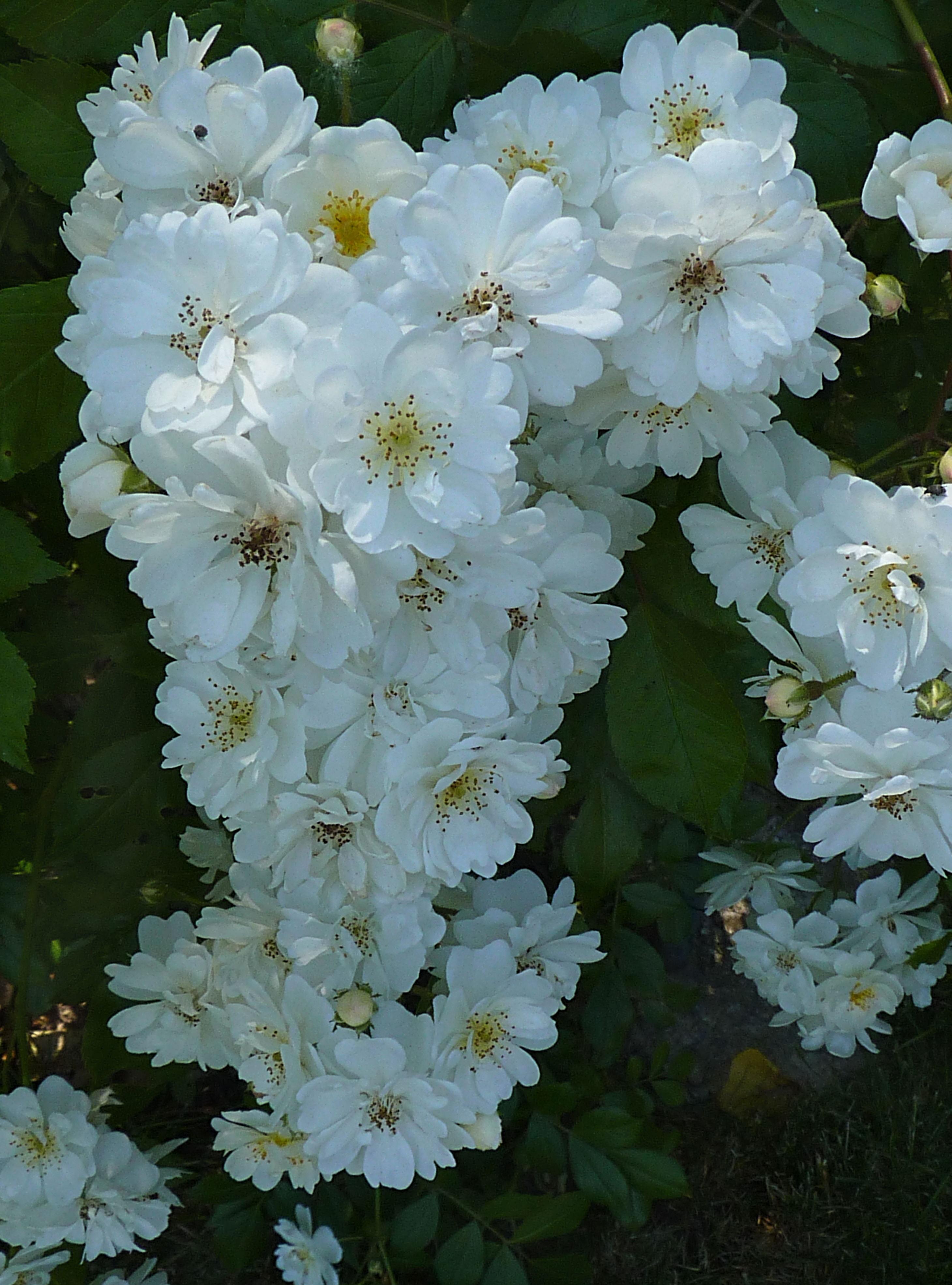
'Guirlande d'amour', Lens 1993.
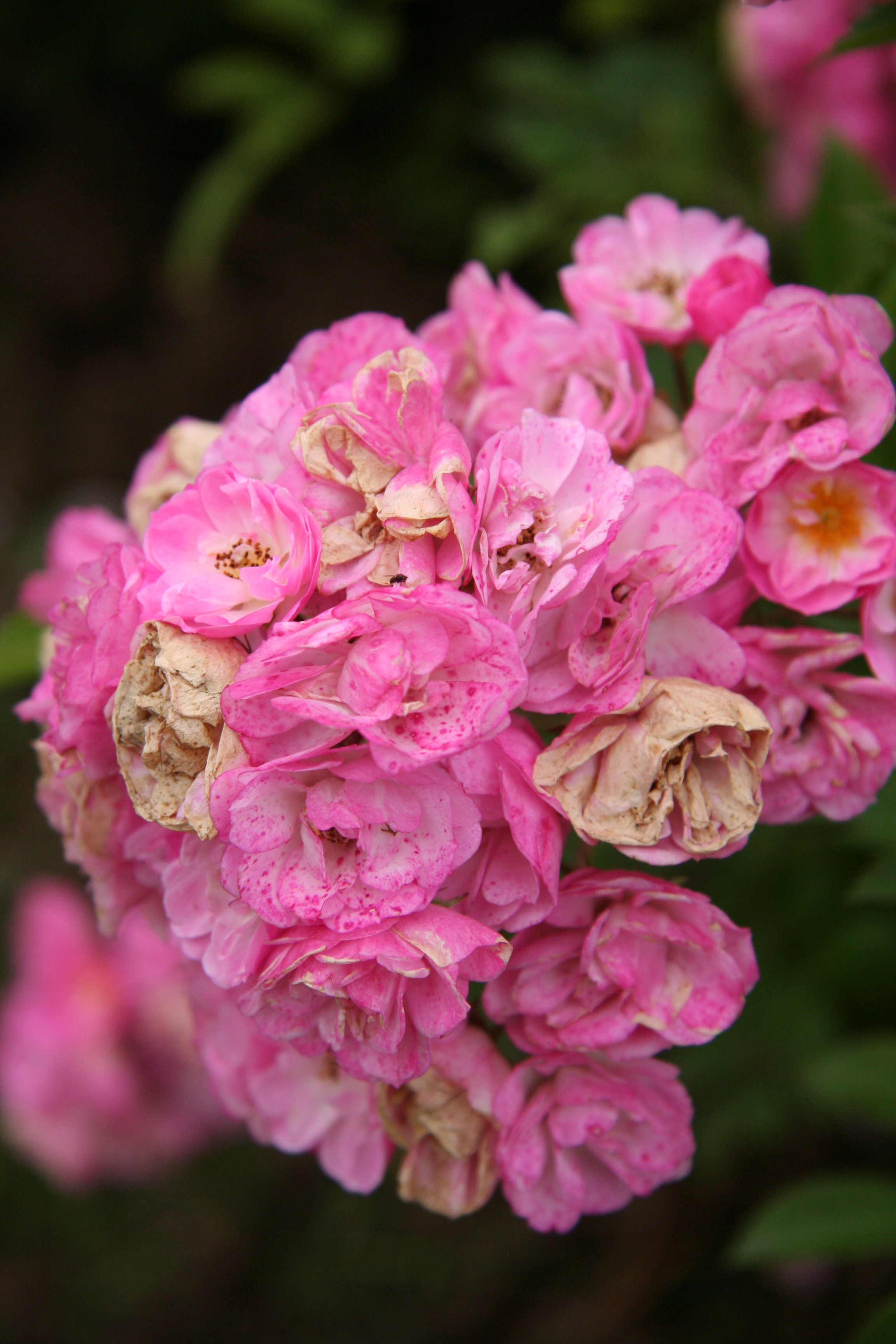
'Heavenly Pink', Lens 1997.